# Андрониково Евангелие
Андрониково Евангелие — апракос, иллюминированная рукопись на пергаменте. Выполнена крупным полууставом в 2 столбца.

## Место создания
Согласно помете XIX века на крышке переплёта XVII века, создано для Андроникова монастыря в Москве в центральном скриптории при митрополичьей кафедре.

## Датировка
Прямой датировки рукопись не содержит.
Оформление Андроникова евангелия схоже с такими известными рукописями, вышедшими из московского центрального скриптория, как Евангелие Успенского собора Московского Кремля (Морозовское Евангелие) и Евангелие Хитрово. По этим и некоторым другим палеографическим признакам датируется первой четвертью XV века.

## Описание
- Крупный полуустав в 2 столбца.
- на 291 листах пергамента.
- Зооморфные инициалы (то есть в виде драконов, птиц, змей, дельфина) в стиле неовизантийского орнамента.
- Отсутствие разграничений в тексте, за исключением синаксаря и месяцеслова.
- Сюжет первой миниатюры (л. 1 об.) — Христос Еммануил во славе, с открытым Евангелием с текстом из Иоанна.

Создание первой миниатюры исследователи (А. И. Успенский, В. И. Антонова, В. Г. Брюсова и др.) связывают с Андреем Рублёвым или с Даниилом (С. С. Чураков) или с другим московским художником, работавшим в традициях палеологовской живописи.
Текст надписи:
ст.‑слав. 
сиза
повѣ
даю
вамъ

 далю
бите
 друг
друга

(Иоанн 15:17)

## Место хранения
В начале 60-х годов XIX века передано в Московскую епархиальную библиотеку. Оттуда в 1921 году передано в Государственный исторический музей, где хранится под кодом: Епарх. 436 (инв. 76013).
В 2000—2009 годах проходило реставрацию в ВХНРЦ им. И. Э. Грабаря.

## Галерея

Андрониково Евангелие
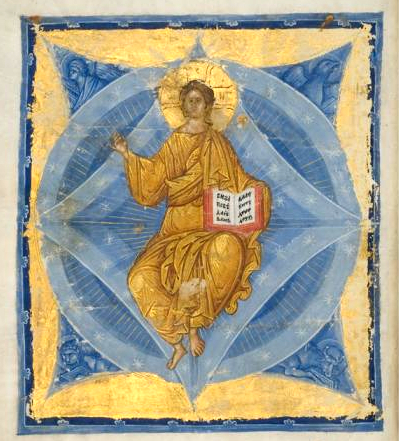
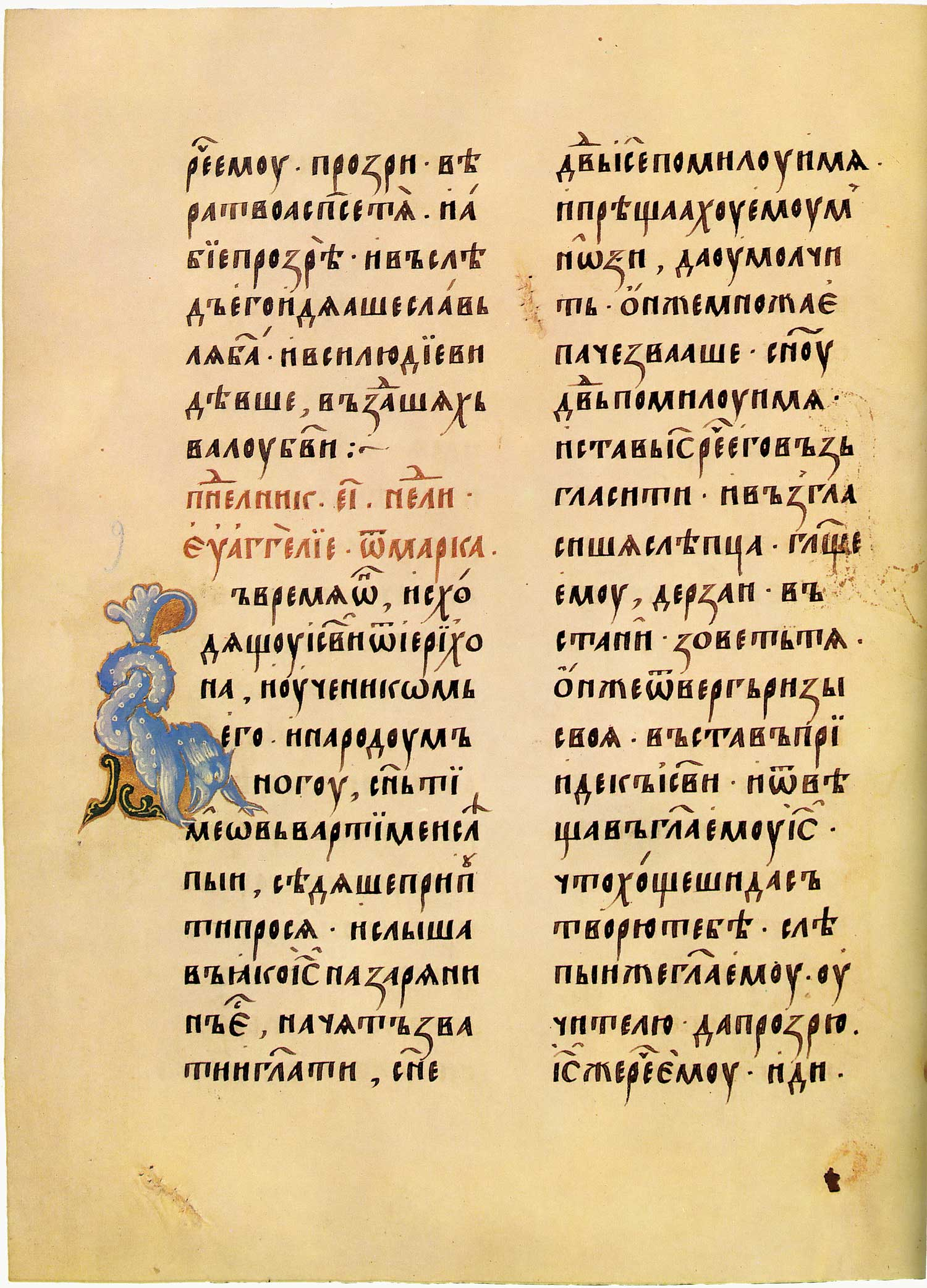